# Questo piccolo grande amore (brano musicale)
Questo piccolo grande amore è un brano musicale scritto da Antonio Coggio e Claudio Baglioni, estratto dall'album omonimo che nel 1972 riscuote un grande successo; l'album e il 45 giri infatti scalano immediatamente le classifiche arrivando a vendere oltre il milione di copie, ad oggi il singolo è il più venduto di sempre in Italia con 20 milioni di copie. Nel 1985 il brano è stato eletto a Fantastico 5 Canzone del secolo.
Nel 2009 Baglioni ha realizzato una seconda versione in studio, registrata e riarrangiata per il disco Q.P.G.A., con la partecipazione di Ennio Morricone al pianoforte. 
Il brano ha subito nel corso del tempo anche tanti riadattamenti live da parte dello stesso artista. Tra le esibizioni degne di nota spicca la versione cantata da Baglioni con piano e voce al Festival di Sanremo 1985 e la versione del 1996 presente nell'album live Attori e spettatori.
Il brano originale fu arrangiato da Tony Mimms, mentre il singolo e l'album furono prodotti e supervisionati da Antonio Coggio.

## Il significato e il testo

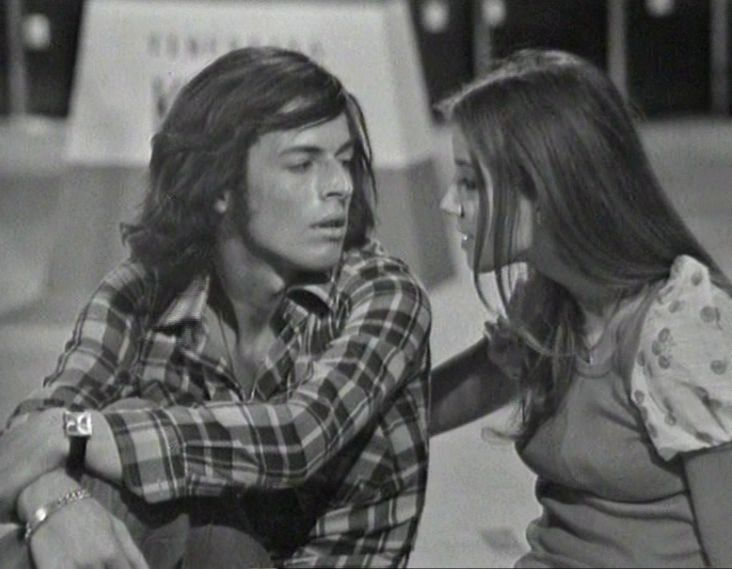
Claudio Baglioni e Paola Massari nel 1972

Il testo racconta la storia di un giovane che ricorda la sua prima grande storia d'amore. E, nonostante la storia sia finita, rimangono i ricordi, i momenti felici condivisi e la tristezza di essere separati e il rimorso per l'impossibilità di recuperare qualcosa che ora è perso. Il protagonista ha capito di aver perso il suo vero amore e che non lo potrà mai più ritrovare.

La censura all’epoca colpì il brano imponendo che venissero modificate parti del testo: la voglia di essere nudi diventa la voglia di essere soli, così come le mani sempre più ansiose di cose proibite viene sostituito con le mani sempre più ansiose, le scarpe bagnate, dato che lo scenario si svolge in riva al mare; la versione emendata è quella pubblicata sul 45 giri, mentre nel 33 è possibile ascoltare quella originale. In una intervista di qualche anno fa l’ex moglie di Claudio Baglioni, Paola Massari, ha svelato di essere la misteriosa ragazza dalla “maglietta fina” del brano.

## Il singolo
Questo piccolo grande amore fu pubblicato come 45 giri dalla RCA Italiana pochi giorni prima dell'uscita dell'album omonimo, il terzo lavoro di Baglioni. Sul lato B del 45 giri è presente il brano inedito su LP, Caro padrone, (arrangiato da Vince Tempera). Il singolo fu ritirato dal mercato nel giro di pochissime settimane, e sostituito con un 45 giri dallo stesso numero di catalogo ma contenente sul lato B Porta Portese, anch'essa presente sull'album e che otterrà un buon riscontro di pubblico anche indipendentemente da Questo piccolo grande amore.

## Successo commerciale
Il 45 giri entrò nella classifica dei singoli più venduti in Italia il 25 novembre 1972, debuttando al 10º posto. Per Baglioni era già questo un ottimo risultato, dato che fino a quel momento il suo massimo successo era stato Fratello sole sorella luna, che non era andato oltre la trentunesima posizione. Dopo tre settimane di permanenza in top ten, il 16 dicembre 1972 Questo piccolo grande amore raggiunse la prima posizione, scalzando Il padrino, singolo di Santo & Johnny che si manteneva in vetta alla classifica da diverse settimane. Il brano rimase al primo posto per sei settimane, a cui seguirono altre dodici nelle quali rimase fra la seconda e la terza posizione. Alla fine il 45 giri totalizzò ventuno settimane in top-ten, risultando essere il quarto singolo più venduto dell'anno, dietro a Crocodile Rock di Elton John (primo posto), Pazza idea di Patty Pravo (secondo posto) e I giardini di Marzo di Lucio Battisti (terzo posto).
Secondo le ricerche statistiche effettuate dal sito hitparadeitalia.it, Questo piccolo grande amore è risultato essere il brano maggiormente venduto nella storia della discografia italiana. La ricerca è stata effettuata tenendo conto di tutti i dischi (singoli, album, compilation) in cui il brano è apparso, e di tutte le versioni (originale, cover, remix) in cui esso è stato registrato.
Nel 1985 Claudio Baglioni viene invitato al Festival di Sanremo per ricevere il premio "canzone del secolo". Fu l'unico artista ad esibirsi dal vivo con un assolo di pianoforte e voce, tutti gli altri artisti in gara e invitati erano invece in playback.

## Cover
Numerosi artisti si sono cimentati in cover di Questo piccolo grande amore. Fra i più importanti ad aver registrato una propria versione del brano vanno ricordati Mina nel 1986 per l'album Sì, buana, Fiorello nel 1991 per l'album Veramente falso, Marco Borsato nello stesso anno, Mino Reitano nel 1996 per l'album 1º festival della canzone regina, Nino De Angelo nel 2004. Esiste una versione strumentale di Gianni Oddi nell'album 1 (1974).

## Film
L'11 febbraio 2009 è uscito nelle sale cinematografiche, su distribuzione Medusa, il film Questo piccolo grande amore diretto dal regista Riccardo Donna.
Il film prende ispirazione dall'omonima canzone e segue le linee narrative dell'altrettanto omonimo concept album di Claudio Baglioni.

## QPGA
Nel 2009 Baglioni ha pubblicato un album, intitolato Q.P.G.A., in cui ha riarrangiato le canzoni del disco originale integrandole con altri brani: in esso Questo piccolo grande amore è reinterpretato con l'accompagnamento al pianoforte di Ennio Morricone; la canzone viene inoltre ripresa in altri piccoli frammenti, come L'incontro, cantata da Riccardo Cocciante, L'appuntamento, eseguita da Giorgia, Il riparo, cantata da Antonello Venditti, L'arcobaleno, eseguita da Mina, Il rimpianto, cantata da Ivano Fossati e Il ricordo, eseguita da Gianni Morandi.

## Curiosità
- Il brano è stato utilizzato all'inizio degli anni 1990 anche come colonna sonora di uno spot pubblicitario dei gelati Sanson.
- Prima della versione ufficiale, Baglioni registrò il brano Ci fosse lei, con il ritornello che richiama questo suo grande successo.